# 5777 Hanaki
5777 Hanaki è un asteroide della fascia principale. Scoperto nel 1989, presenta un'orbita caratterizzata da un semiasse maggiore pari a 2,5606968 UA e da un'eccentricità di 0,2081207, inclinata di 8,71719° rispetto all'eclittica.